# Drasteria rada
Drasteria rada — вид метеликів з родини еребід (Erebidae).

## Поширення
Вид поширений в Україні, на півдні Росії, в Казахстані, Туреччині, Грузії, Вірменії, Ірані, Киргизстані, Монголії та Китаї (Тибет, Цинхай, Сіньцзян).

## Опис
Розмах крил близько 31 мм.